# 長久寺 (大阪市)
長久寺（ちょうきゅうじ）は、大阪市中央区にある日蓮宗の寺院。山号は大圓山。本尊は一塔両尊。大阪七福神の福禄寿を祀る。

## 歴史
寺伝では天正7年（1579年）に日長によって創建されたとする。その後、天正17年（1589年）4月に淀殿（淀君）が子の豊臣秀頼の武運長久を祈願するため、片桐且元、大野修理之介（大野治長）が奉行となり、大坂城築城の余材をもって本堂が建立されたとするが、秀頼はまだ生まれておらず年代が合わない。しかし、こうした話から当寺は淀君の寺とも呼ばれている。
正徳2年（1712年）6月、本堂以外の堂宇が焼失するが、宝暦・明和年間（1751年 - 1772年）に復興した。
明治時代になると廃仏毀釈もあって当初は衰微していたが、後に諸堂の修繕が行われている。
1937年（昭和12年）には楠木通りの拡張工事のために境内地の北部分百余坪が削られることとなり、本堂、客殿、帝釈堂、妙見堂、庫裏、土蔵、門、墓地当の移転が行われ、翌1938年（昭和13年）11月に完成した。
太平洋戦争中の1945年（昭和20年）3月13日・14日に行われた第1回大阪大空襲の際には、爆弾の直撃を受けて本堂の屋根の3分の1が吹き飛んだが本堂の炎上は免れている。
1958年（昭和33年）から始められた谷町筋の拡張工事のため、今度は境内地の東部分約1,800平方メートルが削られることとなった。そのため、本堂、大門、帝釈堂、庫裏は奈良県奈良市にある薬師寺に移築され、本堂は現在、慈恩殿となっている。他の堂も他の寺院に移築され、現存している。境内地が縮小してしまったので、それに合わせて1963年（昭和38年）に鉄筋コンクリート造の近代的な本堂が建立された。

## 境内
- 本堂 - 1963年（昭和38年）再建。寺務所も同じ建物内にある。
- 寺務所
- 原惣右衛門の墓 - 赤穂浪士四十七士の1人。

## 文化財

### 大阪市指定有形文化財
- 木造日蓮坐像 - 像高45.6センチメートル。文禄3年（1595年）に尼崎の住人・吉岡新右衛門正次が檀那となって発願し、奉納されたもの。大阪市域に伝来する肖像彫刻の中では非常に古い時代の作例である。

## 前後の札所
大阪七福神（福禄寿）

## 交通
- Osaka Metro谷町線・Osaka Metro中央線谷町六丁目駅から徒歩5分
- Osaka Metro谷町線・Osaka Metro千日前線谷町九丁目駅から徒歩10分